# Incirlik Air Base

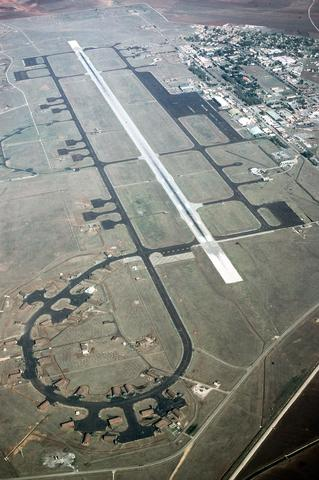
Incirlik AB en 1987.

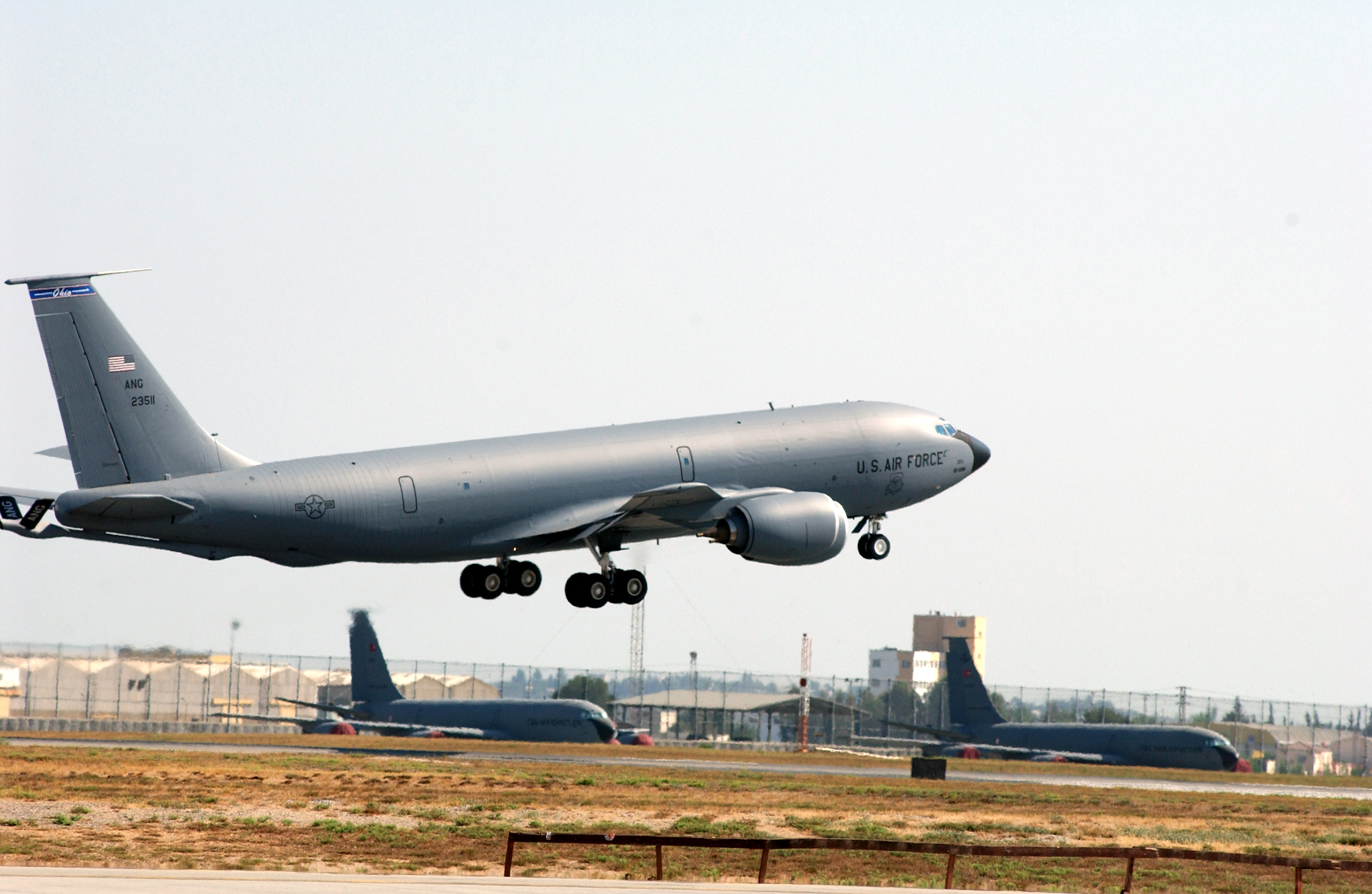
KC-135 de la Garde nationale de l'Ohio à Incirlik AB.

Incirlik Air Base (code IATA : UAB • code OACI : LTAG) est une base aérienne de Turquie située près de la petite ville d'İncirlik mais situé dans le district de Sarıçam, à douze kilomètres à l'est de la ville d'Adana, accueillant des éléments de l'United States Air Forces in Europe servant de support aux opérations de l'OTAN. 

## Caractéristiques
La construction de cette base a commencé en 1951 à la suite d'un accord avec le gouvernement turc de Menderes et elle fut déclarée opérationnelle en 1955. Elle possède, en 2002, une piste principale de 3 050 mètres et une autre de 2 740 mètres ainsi que 58 hangars durcis (HAS ou Hardened aircraft shelter (en)). L'unité principale de la base est le 39th Air Base Wing (en).
Selon la Federation of American Scientists, des bombes nucléaires américaines y ont été acheminées en février 1959 puis des missiles Honest John en mai de la même année.
En 1986, la capacité totale était de 120 engins. 
Au début des années 2000, la base abritait environ 90 engins nucléaires pour une capacité de stockage maximale de 100. Dans les années 2010, environ 50 B61 - sur les 150 à 200 engins nucléaires déployés par l’Otan en Europe - y sont stockés.

## Historique

### Crise du Liban en 1958
Pour soutenir l'envoi de Marines lors crise du Liban le 15 mai 1958, l'Autorité de commandement nationale (NCA) ont alerté la «Force de frappe aérienne composite» (Composite Air Strike Force, CASF) du Tactical Air Command dont c'est le premier déploiement. Sous le commandement du major-général Henry Viccellio, dans les trois heures, les bombardiers tactiques B-57 Canberra de la 345e Escadre de bombardement, Langley Air Force Base, décolle pour le seul grand aérodrome opérationnel dans la région, la base aérienne d'Adana, a quinze minutes en temps de vol de Beyrouth. Trois heures plus tard, les ravitailleurs KB-50J Superfortress du 427th Air Refueling Squadron du TAC ont quitté Langley AFB pour ravitailler les chasseurs North American F-100 Super Sabre de la 354th Tactical Fighter Wing au départ de la base aérienne de Myrtle Beach, en Caroline du Sud, tandis que RF-101 Voodoos et Les RB-66 Destroyer de la 363d Tactical Reconnaissance Wing ont quitté Shaw AFB, Caroline du Sud. Soixante C–130 Hercules ont transporté du personnel de soutien, des pièces de rechange et du matériel. Treize heures et 10 800 km après l'alerte initiale, les F–100 roulaient pour alerter les rampes à Adana. Tous les aéronefs déployés provenaient de la neuvième force aérienne. En moins de deux jours, une base de tir sous-utilisée de l'armée de l'air turque était devenue un centre aérien américain, avec un centre d'opérations tenu par du personnel de la Nineteenth Air Force (en) (transporté par avion sur un seul C-130) et intégré aux forces de l'USN, de l'USMC et de l'armée américaine dans le Moyen-Orient.

### Coup d'État avorté de juillet 2016
Le coup d'État avorté de juillet 2016 a pour effet la coupure d'électricité dans la base et aucun ordre de vol n'est possible. La secrétaire de l'information du Pentagone américain, Peter Cook, déclare que: « les équipements américains de la base d'Incirlik fonctionnent à partir de générateurs internes. » Le capitaine Danny Hernandez, porte parole de l'EUCOM affirme que « toutes nos infrastructures de Turquie sont entièrement sous contrôle et qu'il n'y a eu aucune atteinte à leur sécurité. » « Il n'y a pas eu à déplorer de désordre dans cette base. » Le niveau de sécurité est passé à DELTA, le plus élevé, le personnel américain est assigné à la base et le personnel turc est désormais interdit d'accès,. Le 17 juillet 2016, le générateur électrique n'est toujours pas en marche, et la permission de mener des opérations aériennes contre l'organisation État islamique à partir de la base d'Incirlik n'est plus donnée par les autorités turques. Le Général Bekir Ercan Van, commandant turc de la base, a été arrêté par les hommes des forces locales loyales au président Erdogan.

### Lutte contre le PKK kurde
Les États-Unis exploitent depuis cette base des drones à des fins de renseignement sur les déplacements des guérilleros du Parti des travailleurs du Kurdistan et pour localiser leurs campements. Les informations collectées sont ensuite transmises aux autorités turques.

## Culture populaire
- L'une des missions de la GLA dans Command and Conquer: Generals consiste à détruire la base d'Incirlik
- Dans le film Mensonges d'État, la CIA organise un faux attentats.
- Dans la série Netflix Yakamoz, une lieutenante turque doit quitter la base pour prévenir sa mère de l’apocalypse qui approche.